# Andruck

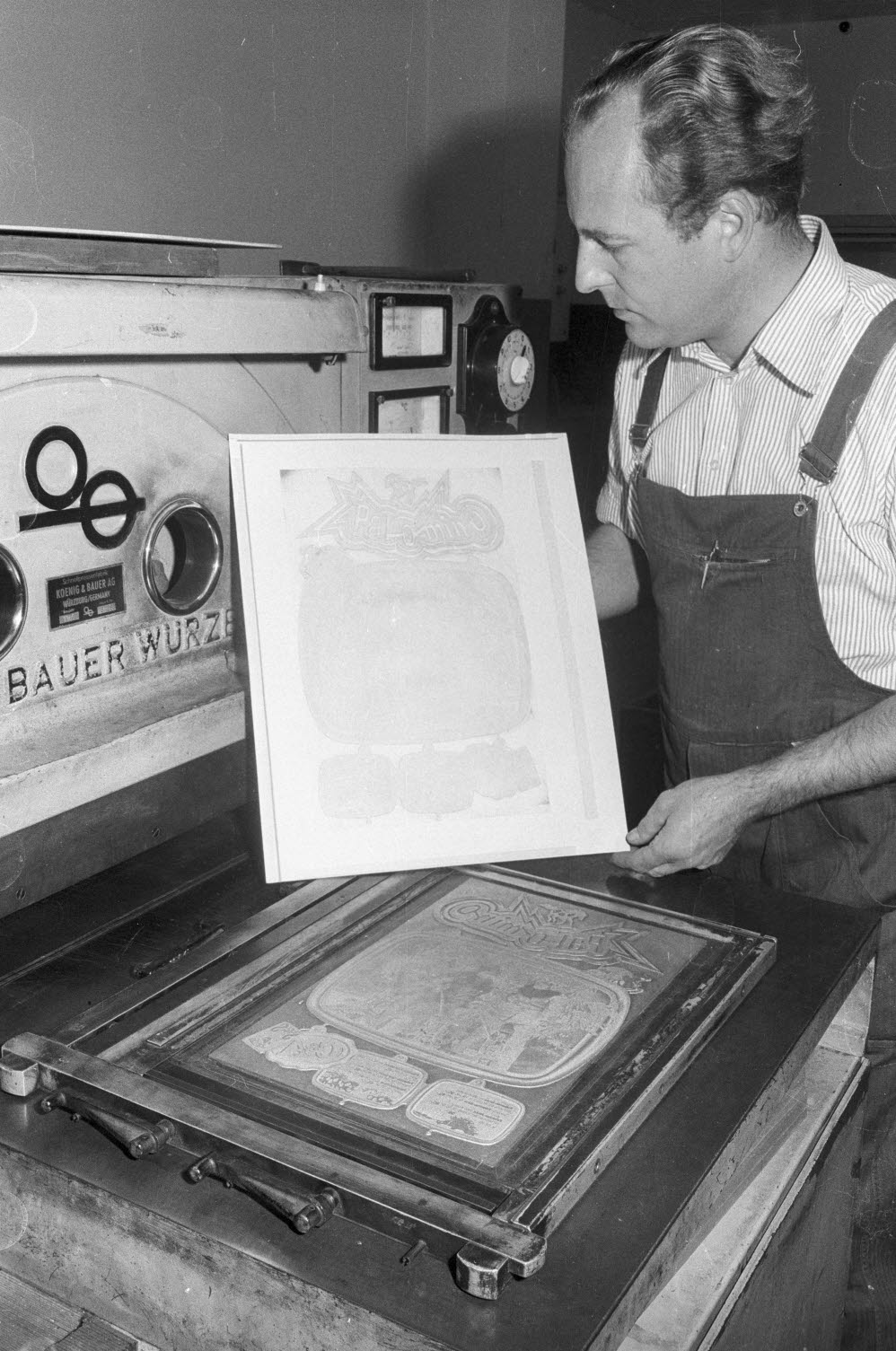
Ein Drucker prüft den Probedruck einer Werbeanzeige (1973)

Ein Andruck ist ein Probedruck zur Überprüfung der Qualität der Druckvorlagen, besonders bei mehrfarbigen Arbeiten an einer Druckmaschine. Der vom Auftraggeber genehmigte Andruck dient dem Drucker an der Fortdruckmaschine als Vorlage zum Erzielen eines möglichst ähnlichen Druckergebnisses.
Andrucke werden in der Regel an speziell entwickelten Andruckpressen gefertigt, um die kostenintensiven Fortdruckmaschinen nicht zu blockieren. Der Druck erfolgt auf dem gleichen Bedruckstoff und mit den gleichen Farben, die auch bei der Auflage verwendet werden. Ein großes Problem ergibt sich außerdem durch den Druckzuwachs, der in der Fortdruckmaschine entsteht. Diesen Druckzuwachs, ein Verbreitern der Rasterpunkte in den dunkleren Tönen, muss der Andruck ebenfalls aufweisen.
Je nach Bedarf werden 10 bis 20 Andruckbogen hergestellt und zusätzlich eine Andruckskala, bei der es sich um Einzel- und Zusammendrucke der verschiedenen Prozessfarben CMYK handelt. Eine Andruckskala ist zwingend erforderlich, wenn der Fortdruck auf einer Ein- oder Zweifarbenmaschine gefertigt wird.
Der Andruck wird dem Auftraggeber zur Genehmigung vorgelegt, der nun seine Korrekturwünsche äußert. Bei umfangreichen Korrekturen kommt es zu einem zweiten oder sogar dritten Andruck, bis der Auftraggeber mit dem Ergebnis zufrieden ist. Der Andruck wird zunehmend von diversen Proofverfahren abgelöst, da diese kostengünstiger und schneller herzustellen sind. Im Gegensatz zum Proof erfolgt ein Andruck immer in 1:1 Größe.
Andruck – Das Magazin für Politische Literatur ist seit 2008 der Name des Literatur-Magazins des Deutschlandfunk für politische Literatur.